# Porcospino (dolce)
Il porcospino  è un dolce tradizionale dell'entroterra della Romagna dall'aspetto simile all'omonimo animale, che viene tipicamente preparato per le feste di Natale.

## Storia
È nato nel 1947 a Mercato Saraceno, nella Valle del Savio, quando Malvina, titolare dello storico Caffè Centrale del comune, chiese alle sorelle Lea e Giuliana Manzelli di realizzare questo dolce per festeggiare il compleanno del figlio Cafiero.
Nel 2015 è nata la Festa del Porcospino, sagra tradizionale celebrata a Mercato Saraceno. Parallelamente nel 2017 è stata istituita una competizione di preparazione del porcospino con giuria tecnica e popolare.

## Preparazione
È preparato a partire da una crema al burro o margarina, zucchero a velo e tuorli d'uovo alla quale viene aggiunto il caffè e il cacao amaro, adagiata su una base di savoiardi. Scaglie di mandorle o pinoli infine ricreano le spine, due chicchi di caffè gli occhi e un velo di polvere di cacao colora il naso del riccio.